# Гунарис, Димитриос
Димитриос Гунарис (греч. Δημήτριος Γούναρης, 5 января 1866, Патры — 28 ноября 1922, Афины) — премьер-министр Греции с 10 марта 1915 по 23 августа 1915 года и с 8 апреля 1921 по 16 мая 1922 года. Лидер Народной партии, он был основным правым противником современного ему Элефтериоса Венизелоса.

## Биография
Он изучал право в Афинском университете и продолжил учёбу в Германии, Франции и Англии, прежде чем вернуться в родной город Патры.
Он был избран депутатом от Ахайи в 1902 году и проявил себя как оратор и член так называемой «японской группы», которая выступала против правительства Георгиоса Теотокиса в 1906—1908 годах. Гунарис, однако, вошёл в правительство в 1908 году в качестве министра финансов в надежде реализовать реформистские программы, тем самым вызывая распад группы, но вскоре был вынужден уйти в отставку.
Несмотря на свои прогрессивные взгляды (он был поклонником германских социальных законов Бисмарка), его консервативное политическое мышление превратило его в ведущего противника Элефтериоса Венизелоса. Он был назначен премьер-министром после первой отставки Венизелоса в 1915 году королём Константином I. Из-за свой роли в кампании против Венизелоса он был изгнан с другими известными «антивенизеловцами» на Корсику в 1917 году после возвращения Венизелоса к власти в Афинах.
Ему удалось бежать в Италию в 1918 году, но он смог вернуться в Грецию только в 1920 году, для того чтобы принять участие в решающих ноябрьских выборах, де-факто в качестве лидера «Объединённой оппозиции» на фоне продолжающейся кампании в Малой Азии.
В 1920 году основал консервативную и про-монархическую Народную партию Греции.
После поражения Венизелоса он контролировал большинство депутатов в парламенте и был главной движущей силой следующей правительства роялистов, но сам вступил в должность премьер-министра только в апреле 1921 года. Несмотря на свои предвыборные обещания по выводу войск из Малой Азии, не имея возможности найти путь к «почётному» выводу, он продолжил войну против Турции. Хотя он был готов идти на компромисс с турками, как он показал на переговорах в Лондоне в начале 1921 года, чтобы усилить давление на кемалистов, он согласился на начало греческого наступления в марте 1921 года. Греческая армия не была готова, и атака была отбита в ходе Второй битвы при Инёню, в результате чего произошло первое греческое поражение в Малоазиатской кампании.
После успешного продвижения греческих войск к Эскишехиру и Афьону в июле, он призвал продолжать наступление в направлении Анкары, которое, однако, остановилось в битве при Сакарье. После того как греки отступили, чтобы сформировать новый фронт, он обратился к союзникам, в особенности к Великобритании, за помощью и посредничеством. Несмотря на то, что он угрожал британцам односторонним прекращением войны, его правительство сохранило позиции греческой армии, не будучи в состоянии взять на себя политические последствия отказа от Малой Азии и многих греков, живших там под турецким гнётом. Углубление политического кризиса, вызванного падением правительства Гунариса в мае 1922 года после победившего незначительным числом голосов вотума доверия, но с преобладанием его последователей в Национальном Собрании, означало, что он только сменил пост премьер-министра на министра юстиции в правительстве Петроса Протопападакиса.
После катастрофы в августе 1922 года и разгрома греков войсками Мустафы Кемалем остатки греческой армии восстали в сентябре, и правительство было свергнуто. Повстанцы-венизелосовцы под руководством полковника Николаоса Пластираса образовали военный трибунал для суда над теми, кого они считали ответственными за катастрофу. Так называемый «Процесс шести», начатый в ноябре 1922 года, признал подсудимых, Гунариса среди них, виновными в государственной измене. Он был казнён вместе с другими в Гуди сразу в день приговора, 28 ноября. Хотя он, несомненно, нёс определённую долю ответственности за военные и дипломатические действия, которые привели к катастрофе в Малой Азии, его суд и казнь часто воспринимаются как расправа над козлом отпущения, чтобы излить гнев народа, а также являются следствием главным образом мотивированной ненависти фракции Венизелоса к нему.